# Léonard Lévesque
Pour les articles homonymes, voir Lévesque.
Léonard Lévesque, né le 23 mai 1935 à Mont-Carmel et mort le 26 août 2017 à La Pocatière, est un agriculteur et homme politique québécois, député péquiste de Kamouraska-Témiscouata à l'Assemblée nationale du Québec des élections générales de 1976 jusqu'aux élections générales de 1985, durant lesquelles il est battu par la candidate libérale France Dionne.

## Biographie

### Jeunesse et carrière avant la politique
Léonard Lévesque naît le 23 mai 1935 à Mont-Carmel de l'agriculteur Joseph Lévesque et d'Alice Pelletier. Il fait ses études primaires et secondaires à l'École principale, dans son village, puis à l'École d'orientation des métiers du Québec à Montréal.
Par la suite, il travaille pendant une année dans le domaine de l'électronique à Saint-Pascal. En 1962, il devient agriculteur sur la ferme familiale. À Mont-Carmel, il est vice-président de la Caisse populaire.

### Carrière politique
Il est marguillier de la paroisse Notre-Dame-du-Mont-Carmel de 1974 à 1975. Il fait le saut en politique provinciale en devenant conseiller de l'exécutif du Parti québécois dans Kamouraska-Témiscouata en 1973 et en 1974. À la veille des élections de 1976, il est investi par acclamation comme candidat du Parti québécois, et fait campagne contre le gouvernement libéral, qu'il juge responsable du taux de chômage de 30 % dans la région,. Le jour des élections, il est élu face au député sortant libéral Jean-Marie Pelletier. Il attribue sa popularité en partie au fait qu'il partage son nom de famille avec le premier ministre, René Lévesque. Il est réélu aux élections générales de 1981, avant lesquelles six municipalités sont rajoutées à sa circonscription,. Du 21 février au 23 octobre 1985, il est adjoint parlementaire au ministre de l'Environnement Adrien Ouellette. En 1985, il songe aussi brièvement à démissionner. Cela s'inscrit dans une période de mécontentement contre le Parti québécois, d'autant qu'il remporte de peu sa réinvestiture en tant que candidat péquiste devant sa propre secrétaire Denise Morin-Dion,. Il est battu par la candidate libérale France Dionne aux élections générales de 1985,,.

### Après la vie politique et vie personnelle
En 1993, il était retraité. Il meurt à l'hôpital Notre-Dame-de-Fatima de La Pocatière le 26 août 2017 à l'âge de 82 ans,. Après la cérémonie funéraire ayant eu lieu à La Pocatière, ses cendres sont inhumées à Mont-Carmel.
Il était membre des Chevaliers de Colomb et était un organisateur sportif du comité des loisirs de sa région. Il est le premier vice-président du Club Lions de Mont-Carmel.
Il épouse le 6 juillet 1963 dans la paroisse Notre-Dame-du-Mont-Carmel Candide Anctil, avec qui il a deux filles,.

## Résultats électoraux
|                                                                                               | Nom                        | Parti                        | Nombre de voix | %      | Maj.  |
| --------------------------------------------------------------------------------------------- | -------------------------- | ---------------------------- | -------------- | ------ | ----- |
|                                                                                               | France Dionne              | Libéral                      | 14 043         | 57,4 % | 5 190 |
|                                                                                               | Léonard Lévesque (sortant) | Parti québécois              | 8 853          | 36,2 % | -     |
|                                                                                               | Mario Bédard               | Parti indépendantiste (1985) | 781            | 3,2 %  | -     |
|                                                                                               | Clément Doyer              | Vert                         | 704            | 2,9 %  | -     |
|                                                                                               | Daniel Soucy               | Socialisme chrétien          | 88             | 0,4 %  | -     |
| Total                                                                                         | Total                      | Total                        | 24 469         | 100 %  |       |
| Le taux de participation lors de l'élection était de 70,1 % et 322 bulletins ont été rejetés. |                            |                              |                |        |       |

|                                                                                               | Nom                        | Parti           | Nombre de voix | %      | Maj.  |
| --------------------------------------------------------------------------------------------- | -------------------------- | --------------- | -------------- | ------ | ----- |
|                                                                                               | Léonard Lévesque (sortant) | Parti québécois | 14 702         | 55 %   | 4 189 |
|                                                                                               | Réginald Grand'Maison      | Libéral         | 10 513         | 39,3 % | -     |
|                                                                                               | Jean-Luc Dion              | Union nationale | 1 539          | 5,8 %  | -     |
| Total                                                                                         | Total                      | Total           | 26 754         | 100 %  |       |
| Le taux de participation lors de l'élection était de 77,9 % et 305 bulletins ont été rejetés. |                            |                 |                |        |       |

|                                                                                               | Nom                            | Parti                 | Nombre de voix | %      | Maj. |
| --------------------------------------------------------------------------------------------- | ------------------------------ | --------------------- | -------------- | ------ | ---- |
|                                                                                               | Léonard Lévesque               | Parti québécois       | 7 862          | 33,9 % | 310  |
|                                                                                               | Jean-Marie Pelletier (sortant) | Libéral               | 7 552          | 32,5 % | -    |
|                                                                                               | Raynald Pelletier              | Union nationale       | 4 957          | 21,4 % | -    |
|                                                                                               | Claude Dionne                  | Ralliement créditiste | 2 837          | 12,2 % | -    |
| Total                                                                                         | Total                          | Total                 | 23 208         | 100 %  |      |
| Le taux de participation lors de l'élection était de 79,4 % et 479 bulletins ont été rejetés. |                                |                       |                |        |      |

### Médiagraphie
: document utilisé comme source pour la rédaction de cet article.
- « Les résultats électoraux depuis 1867, Kamouraska à Kamouraska-Témiscouata », sur Assemblée nationale du Québec, 2024 (consulté le 31 octobre 2024).